# Nowy Dwór Gdański
Nowy Dwór Gdański [ˈnɔvɨ ˈdvur ˈgdaɲski] (kaschubisch Nowi Dwór; deutsch Tiegenhof) ist eine Stadt mit etwa 10.000 Einwohnern und Sitz der gleichnamigen Stadt-und-Land-Gemeinde im Powiat Nowodworski der polnischen Woiwodschaft Pommern.

## Lage
Die Ortschaft liegt im ehemaligen Westpreußen, etwa 25 Kilometer westnordwestlich der Stadt Elbląg (Elbing) und 36 Kilometer südöstlich von Danzig an der Tuja (Tiege) in der Nähe des Südwestufers des Frischen Haffs.

## Geschichte
Tiegenhof entstand als Ansiedlung neben einem Domänengut der Familie Loitz, einem Kaufmannsgeschlecht aus Danzig, das 1572 seinen Besitz wegen Überschuldung verkaufen musste. Unter den folgenden Besitzern, der Familie Weiher, wurde Tiegenhof zum Haupthof einer Starostei. Im Laufe der Zeit wuchs die Siedlung zu einem Marktort mit Handwerkern, Krämern, Krügern und Gärtnern. Außerhalb des Ortes befanden sich 1664 noch zwei Windmühlen und eine Schnapsbrennerei.
Tiegenhof war Teil des Territoriums Königlich Preußen und kam daher bei der Ersten Teilung Polens 1772 an Preußen. Auf dem Gelände des Haupthofs entstand 1784 eine evangelische Kirche, die zwischen 1831 und 1834 nach Plänen von Karl Friedrich Schinkel neu aufgebaut wurde. 1848 erfolgte der Bau einer römisch-katholischen Kirche.
Tiegenhof hatte seit 1859 den Status eines Marktfleckens, 1880 erhielt es das Stadtrecht.
1881 bekam Tiegenhof einen Eisenbahnanschluss, der 1886 über Neuteich bis Simonsdorf erweitert wurde. Seit 1900 ist die Stadt auch an das Schmalspurbahnnetz der ehemaligen Westpreußische Kleinbahnen AG (heute: Żuławska Kolej Dojazdowa) angeschlossen.
Traditionsreiche Betriebe in Tiegenhof waren die Machandelfabrik der Familie Stobbe, die seit 1776 Wacholderschnaps brannte, und die seit 1784 bestehende Brauerei Stobbe. Auch die Tiegenhofer Ölmühle und die Zuckerfabrik hatten einen guten Ruf.
Die Stadt gehörte seit 1818 dem Kreis Marienburg (Westpreußen) an. Nach dem Ersten Weltkrieg wurde Tiegenhof 1920 der Freien Stadt Danzig zugeschlagen, die vom Deutschen Reich abgetrennt wurde. Damit schied Tiegenhof aus dem Kreis Marienburg aus und wurde Kreisstadt des neu geschaffenen Landkreises Großes Werder. 1939 wurde die Freie Stadt Danzig deutsch besetzt und dann dem Deutschen Reich wieder angeschlossen. In Tiegenhof befanden sich zwei Außenkommandos des KZ Stutthof.
Gegen Ende des Zweiten Weltkriegs wurde Tiegenhof, wie auch Danzig, unter polnische Verwaltung gestellt. Tiegenhof erhielt den polnischen Namen Nowy Dwór Gdański, was etwa Neuhof bei Danzig bedeutet. Soweit die deutschen Einwohner nicht geflohen waren, wurden sie in der darauf folgenden Zeit vertrieben und durch Polen ersetzt.
Zwischen 1954 und 1975 war Nowy Dwór Sitz eines Powiats, seit 1999 ist die Stadt wieder eine Kreisstadt.

## Städtepartnerschaften
- Hennef, Deutschland, seit 11. August 2001
- Swetly, Russland, seit 2002
- Sarny, Ukraine, seit 2008
- Velká nad Veličkou, Tschechien, seit 2008

## Demographie
| Jahr | Einwohner | Anmerkungen                                                             |
| ---- | --------- | ----------------------------------------------------------------------- |
| 1772 | 0960      |                                                                         |
| 1817 | 1694      |                                                                         |
| 1871 | 2142      | darunter 1250 Evangelische, 620 Katholiken, 170 Mennoniten und 90 Juden |
| 1875 | 2441      | [ 3 ]                                                                   |
| 1880 | 2646      | [ 3 ]                                                                   |
| 1905 | 2872      | davon 1946 Evangelische, 718 Katholiken und 29 Juden (97,9 % Deutsche)  |
| 1929 | 3639      | [ 5 ]                                                                   |
| 1943 | 4295      |                                                                         |

| Jahr | Einwohner | Anmerkungen |
| ---- | --------- | ----------- |
| 2007 | 9928      | [ 6 ]       |

Balkendiagramm der Einwohnerzahlen bis heute

## Söhne und Töchter der Stadt
- Roderich Nesselmann (1815–1881), lutherischer Theologe
- Adolf Wiebe (1826–1908), Bauingenieur, schuf den Oder-Spree-Kanal
- Otto Hausburg (1831–1920), Schlachthofdirektor und Reichstagsabgeordneter
- Hermann Claaßen (1856–1944), Chemiker und Zuckertechniker
- Johann Stobbe (1860–1938), Chemiker, Professor an der Universität Leipzig
- Max Kling (1874–1950), Agrikulturchemiker
- Johannes Dyck (1884–nach 1933), deutscher Landwirt und Politiker (DNVP)
- Ernst Simonson (1898–1974), deutscher Arbeitsphysiologe und Kardiologe
- Johannes Kruppke (1901–1957), deutscher Arbeiter und Politiker (SPD)
- F. K. Waechter (1937–2005), Zeichner und Kinderbuchautor
- Roman Lipski (* 1969), Kunstmaler, seit 1989 in Berlin lebend

## Gemeinde

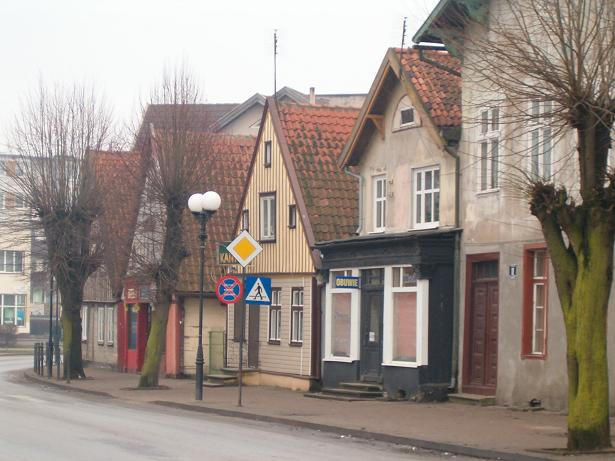
Nowy Dwór Gdański: ul. Sikorskiego